# Poa novae-zelandiae
Poa novae-zelandiae är en gräsart som beskrevs av Eduard Hackel. Poa novae-zelandiae ingår i släktet gröen, och familjen gräs. Inga underarter finns listade i Catalogue of Life.